# Frontão

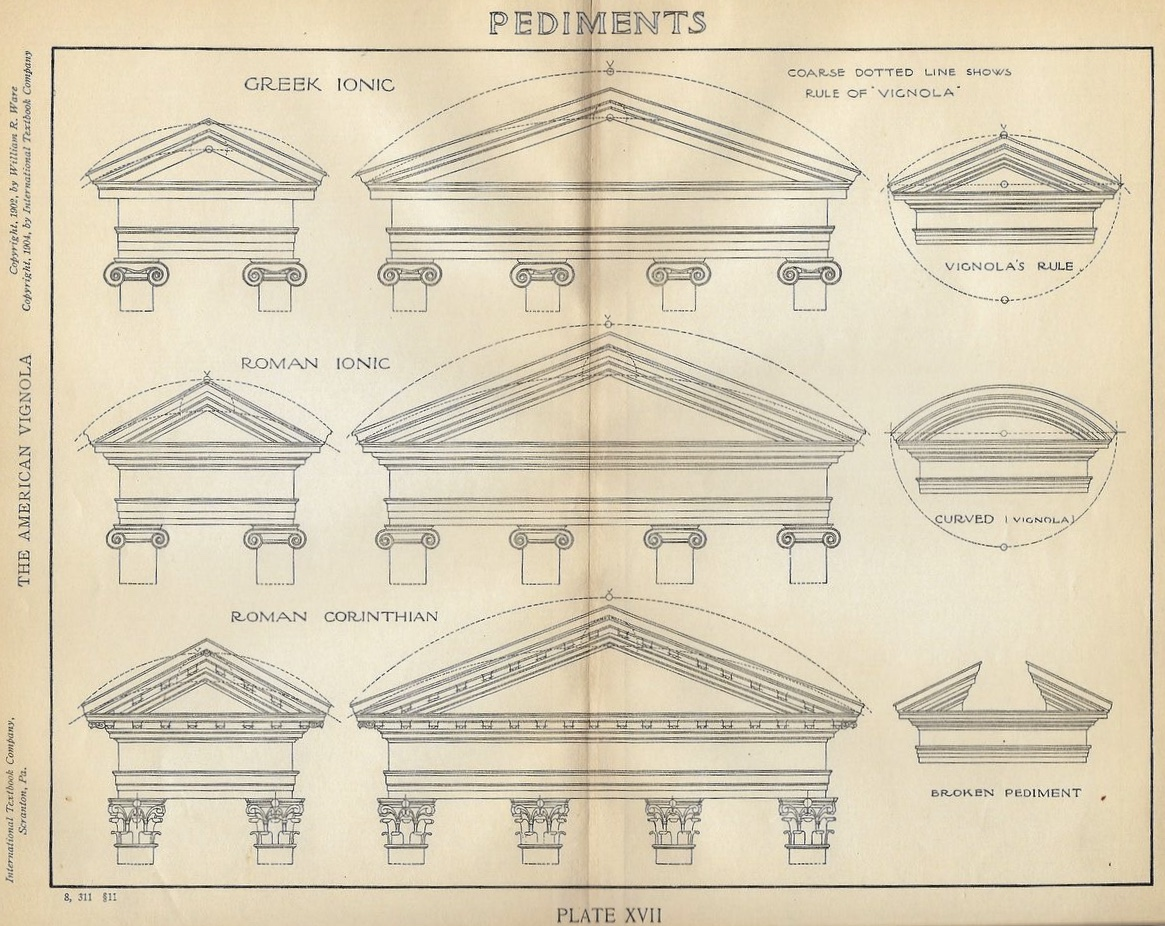
Ilustrações de tipos de frontões

Os frontões, geralmente são de forma triangular. Os frontões são colocados acima da estrutura horizontal do lintel, ou entablamento, se apoiados por colunas. Um frontão é às vezes o elemento superior de um pórtico. Para projetos simétricos, ele fornece um ponto central e é frequentemente usado para adicionar grandeza às entradas.
O tímpano, a área triangular dentro do frontão, é frequentemente decorado com uma escultura de frontão que pode ser autônoma ou uma escultura em relevo. O tímpano pode conter uma inscrição ou, nos tempos modernos, um mostrador de relógio.
Os frontões são encontrados na arquitetura grega antiga já em 600 a.C. (por exemplo, o templo arcaico de Ártemis). Variações do frontão ocorrem em estilos arquitetônicos posteriores, como Clássico, Neoclássico e Barroco. Os telhados de duas águas eram comuns nos antigos templos gregos com uma inclinação baixa (ângulo de 12,5° a 16°).